# Massachusetts General Hospital

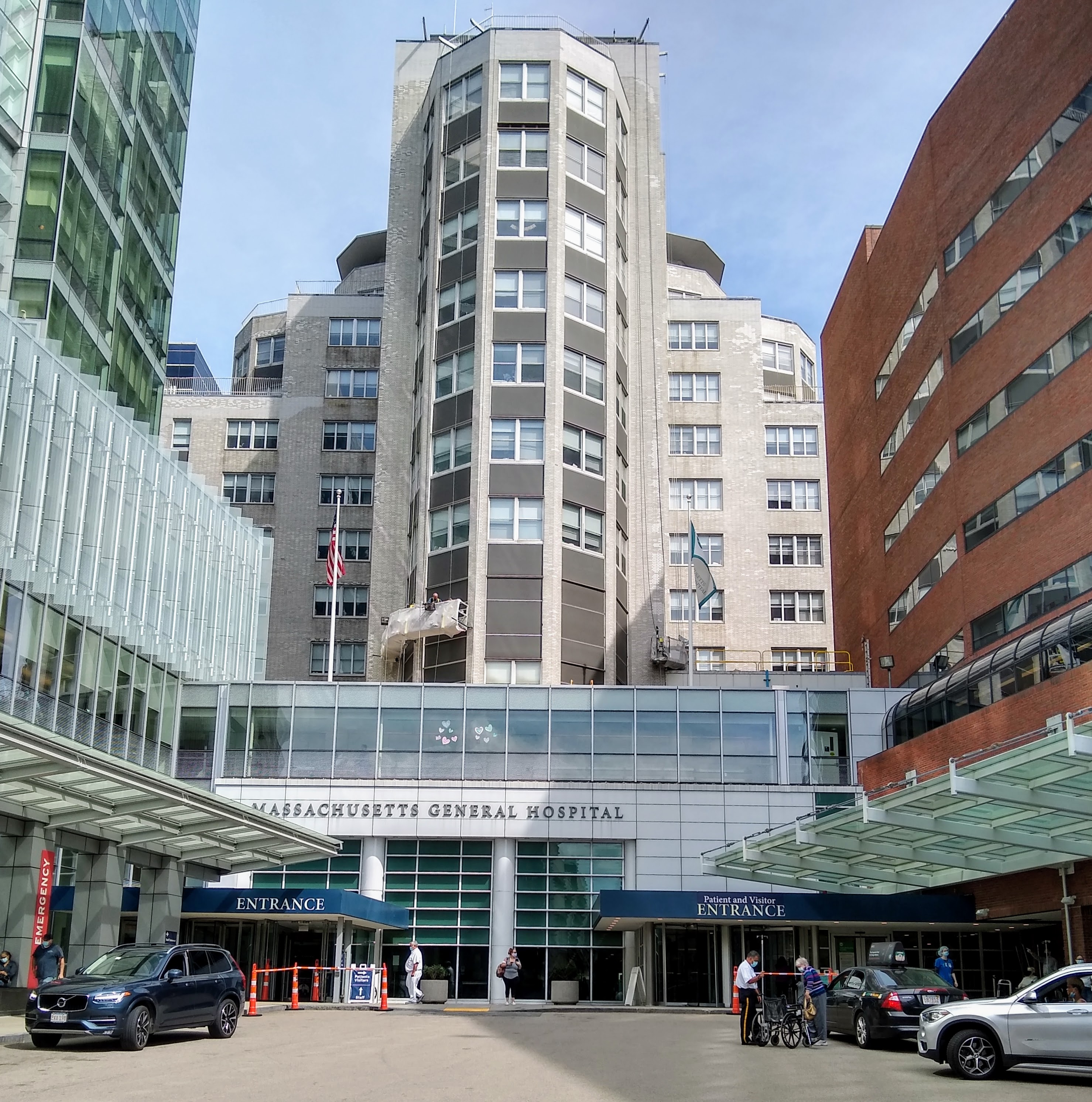
Huvudentrén.

Massachusetts General Hospital (Mass General eller MGH) är ett utbildningssjukhus vid Harvard Medical School och en biomedicinsk institution i Boston, Massachusetts. Sjukhuset ägs och drivs av Partners HealthCare (som också äger Brigham and Women's Hospital och North Shore Medical Center). Sjukhuset grundades 1811 och designades av den amerikanske arkitekten Charles Bulfinch. 